# Digikala
Digikala（波斯語：دیجی کالا）是可讓民眾上網買賣物品的線上拍賣及購物網站。

## 外部連結
- （简体中文）Digikala